# Florin Lovin
Florin Lovin est un ancien footballeur roumain, né le 11 février 1982 à Piatra Neamț en Roumanie. Il évolue comme milieu défensif.

## Palmarès

### Club
- Steaua Bucarest
  - Champion de Roumanie en 2005 et 2006.
  - Vainqueur de la Supercoupe de Roumanie en 2006.

- Astra Giurgiu
  - Champion de Roumanie en 2016
  - Vainqueur de la Supercoupe de Roumanie en 2016.
  - Finaliste de la Coupe de Roumanie en 2017.